# Santa Catalina Island

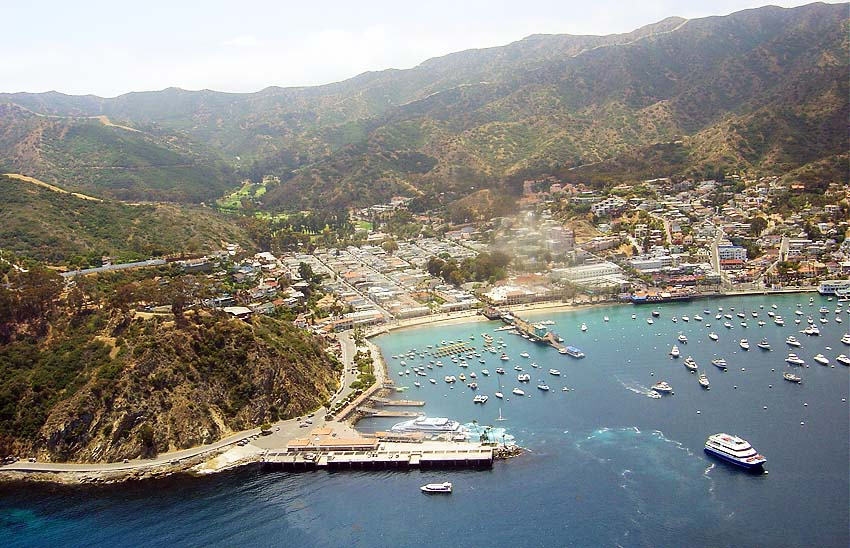
Santa Catalina Island

Santa Catalina Island, kallas även Catalina Island eller bara Catalina, är en 194 km² stor ö utanför Kaliforniens kust. Den är 35 km lång och 13 km bred och ligger cirka 35 km utanför kusten, sydväst om Los Angeles. Den högsta punkten på ön är Mount Orizaba (648 m ö.h.), vid koordinaterna 33°22′29.7″N 118°25′11.6″V / 33.374917°N 118.419889°V. 
Som en del av ögruppen Channel Islands of California tillhör Santa Catalina Los Angeles County. Marken på ön ägs till största delen av The Catalina Island Conservancy.
Den totala befolkningen uppgick vid folkräkningen år 2000 till 3696 personer. Nästan 85 % bor i den enda staden, Avalon (befolkning. 3127, med ytterligare 195 invånare strax söder om staden, utanför stadsgränsen). Den andra tätorten är "unincorporated area" Two Harbors i norr med 298 invånare.

## Historia
Före den europeiska erövringen av Kalifornien beboddes ön av Tongva-stammen (Gabrielino), som också bodde i nuvarande Los Angeles, Stammen hade byar nära dagens San Pedro och Playa del Rey och färdades regelbundet fram och tillbaka till Catalina för byteshandel. Tongva kallade ön Pimu eller Pimungna.
1919 köptes huvuddelen av ön av tuggummifabrikanten William Wrigley Jr. och togs 1932 över av hans son, som på 1970-talet gjorde om egendomen till naturreservat. Ön var på 1930-talet känd som semesterort för Hollywood-stjärnor och användes under 1940-talet av försvaret.